# Hrvatska republička nogometna liga 1946./47.
Hrvatska republička nogometna liga je predstavljala drugi rang nogometne lige u Jugoslaviji u sezoni 1946./47. Također je nosila i naslov Prvenstva Hrvatske. 
 
Sudjelovalo je devet klubova, a prvak je bio Metalac iz Zagreba. 

Za sezonu 1947./48., je ukinuta jedinstvena republička liga, a Prvenstvo Hrvatske, koje je tada igrano u trećem stupnju natjecanja, je igrano u pet zona, sa završnim doigravanjem za prvaka Hrvatske.

## Sustav natjecanja
Devet klubova je igralo dvokružnu ligu (18 kola, 16 utakmica po momčadi). Po završetku sezone, prve četiri momčadi su se plasirale u Savezni kvalifikacijski kup - kup natjecanje čiji je pobjednik dobio plasman u 1. saveznu ligu, dok bi eliminirani dobili izravan plasman ili kvalifikacije za novouspostavljenu 2. saveznu ligu.

## Ljestvica
| Poredak | Klub               | Utakmica | Pobjeda | Neodlučeno | Poraza | Postigli golova | Primili golova | Gol-razlika | Bodova |
| ------- | ------------------ | -------- | ------- | ---------- | ------ | --------------- | -------------- | ----------- | ------ |
| 1.      | Metalac Zagreb     | 14       | 11      | 1          | 2      | 45              | 13             | +30         | 23     |
| 2.      | Zagreb             | 14       | 8       | 2          | 4      | 45              | 21             | +24         | 18     |
| 3.      | Split              | 14       | 8       | 1          | 5      | 32              | 20             | +12         | 17     |
| 4.      | Tekstilac Varaždin | 14       | 7       | 2          | 5      | 32              | 19             | +13         | 16     |
| 5.      | Slaven Borovo      | 14       | 7       | 2          | 5      | 21              | 25             | -4          | 16     |
| 6.      | Naprijed Sisak     | 14       | 4       | 4          | 6      | 17              | 26             | -9          | 12     |
| 7.      | USO Pula           | 14       | 3       | 4          | 7      | 23              | 37             | -14         | 10     |
| 8.      | Proleter Belišće   | 14       | 0       | 0          | 14     | 9               | 61             | -52         | 0      |
|         | Udarnik Karlovac   | 8        | 2       | 1          | 5      | 7               | 14             | -5          | 5      |

- Udarnik iz Karlovca odstranjen je iz daljnjeg natjecanja zbog napuštanja terena igrača Udarnika za vrijeme utakmice s Proleterom iz Belišća. Utakmice i postignuti rezultati Udarnika sa svim ostalim klubovima su brisani.
- Borovo je danas dio Vukovara
- USO je skraćenica od Unione sportiva operaia (hrv. Radnička sportska zajednica)
- Metalac, Zagreb, Split i Tekstilac igrali su kvalifikacije za formiranje Prve savezne lige.
- Metalac se plasirao u Drugu saveznu ligu
- Tekstilac i Proleter su igrali kvalifikacije za formiranje Druge savezne lige.

## Rezultatska križaljka
| kratica | klub               | MET | NAP | PRO | SLA | SPL | TEK | USO | ZAG | UDA |
| --- | ------------------ | --- | --- | --- | --- | --- | --- | --- | --- | --- |
| MET | Metalac Zagreb     |     |     |     |     |     |     |     |     |     |
| NAP | Naprijed Sisak     |     |     |     |     |     |     |     |     |     |
| PRO | Proleter Belišće   |     |     |     |     |     |     |     |     |     |
| SLA | Slaven Borovo      |     |     |     |     |     |     |     |     |     |
| SPL | Split              |     |     |     |     |     |     |     |     |     |
| TEK | Tekstilac Varaždin |     |     |     |     |     |     |     |     |     |
| USO | USO Pula           |     |     |     |     |     |     |     |     |     |
| ZAG | Zagreb             |     |     |     |     |     |     |     |     |     |
| UDA | Udarnik Karlovac   |     |     |     |     |     |     |     |     |     |
| |                    |     |     |     |     |     |     |     |     |     |
| podebljan rezultat - utakmice od 1. do 9. kola (1. utakmica između klubova) rezultat normalne debljine - utakmice od 10. do 18. kola (2. utakmica između klubova) rezultat nakošen - nije vidljiv redoslijed odigravanja međusobnih utakmica iz dostupnih izvora rezultat nakošen i smanjen * - iz dostupnih izvora nije uočljiv domaćin susreta prekrižen rezultat - poništena ili brisana utakmica p - utakmica prekinuta 3:0 p.f. / 0:3 p.f. - rezultat 3:0 bez borbe |                    |     |     |     |     |     |     |     |     |     |

## Poveznice
- Prvenstvo Hrvatske u nogometu